# Semidalis deemingi
Semidalis deemingi är en insektsart som beskrevs av Meinander 1975. Semidalis deemingi ingår i släktet Semidalis och familjen vaxsländor. Inga underarter finns listade i Catalogue of Life.